# Cratères de Henbury

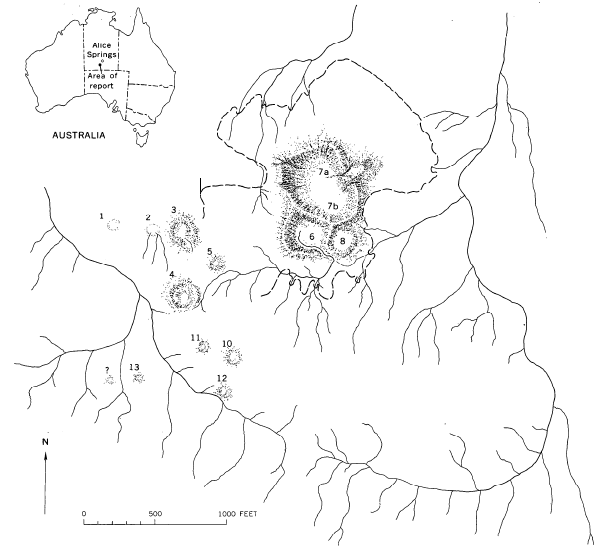
Schéma d'ensemble des cratères de Henbury

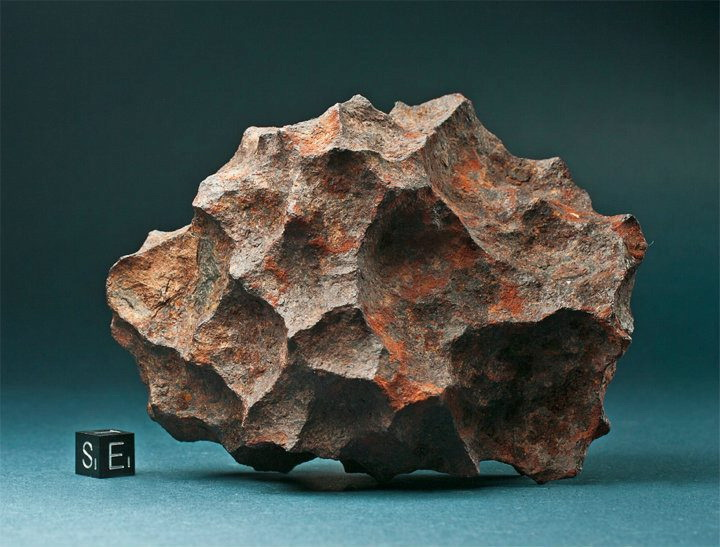
Fragment d'une des météorites de Henbury

Les cratères de Henbury constituent un groupe de 13 cratères météoritiques situé dans les Territoires du Nord en Australie.
La zone est une aire protégée, appelée « Henbury Meteorites Conservation Reserve ». Les cratères sont les traces d'impacts qui ont eu lieu dans une zone habitée, ce qui est assez rare. Le site est situé à 175 km au sud-ouest d'Alice Springs et à 13 km de Henbury. 
Découverts 1899 par le gérant d'un élevage de bétail des environs, leur origine en tant que cratères météoritique a été réalisé en 1931, ils sont parmi les cratères d'impact les mieux conservés au monde. 
Le plus grand fait 180 m de diamètre et 15 m de profondeur, et les impacts datent de 4 200 ± 1 900 ans.

Le plus grand des cratères d'Henbury